# Плунге
Плунге (литв. Plungė, рус. Плунгя́ны, пољ. Płungiany) је град у Литванији. Он се налази на северозападном делу земље. Плунге чини самосталну општину у оквиру округа Телшиај.
Град се налази недалеко од Балтичког мора.
Према последњим проценама у Плунгеу је живело 23.138 становника.
У Плунгеу се налази позната прехрамбена фабрика за прераду краба.

## Галерија
- Звоник у средишту Плунгеа

## Партнерски градови
- Менден
- Красногорск
- Bjerkreim
- Виљанди
- Тукумс
- Голуб-Добжињ
- Брунтал
- Хадерсфилд
- Boxholm